# Emma Albani
Emma Albani, DBE (Chambly, Quebec, 1 de novembro de 1847 — Kensington, 3 de abril de 1930) foi uma cantora lírica soprano canadense do século XIX e início do XX, e a primeira cantora canadense a se tornar uma estrela internacional. O seu repertório, focado em óperas de Mozart, Rossini, Donizetti e Bellini, expandiu-se mais tarde em sua vida para incluir Wagner. Albani apresentou-se por toda a Europa e América do Norte, para plateias tão prestigiosas como: a Rainha Vitória, o Kaiser Guilherme I e o Czar Alexandre II.

## Infância

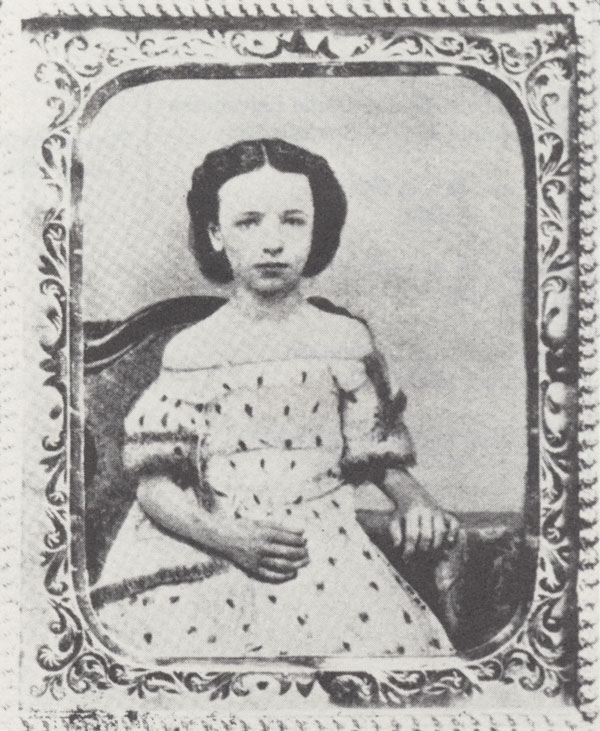
Emma Albani aos cinco anos de idade.

Albani nasceu Marie-Louise-Emma-Cécile Lajeunesse, filha do músico profissional Joseph Lajeunesse e de sua esposa, Mélina Mignault. Sua data de nascimento é geralmente dada como 1 de novembro de 1847, mas outros autores têm colocado seu nascimento em 1848 ou 1850, e as memórias de Albani colocam seu nascimento em 1852. Iniciou seus estudos musicais com sua mãe e, aos cinco anos de idade seu pai assumiu suas lições musicais. Seu pai era um músico hábil, que tocava violino, harpa, piano e órgão. Mantinha-a sob um forte regimento prático, com até quatro horas de aulas diárias de harpa e piano.
A família se mudou para Plattsburgh em 1852. Em 1856, após a morte de sua mãe, continuou sua educação em um convento-escola em Montreal, administrado pelas Dames du Sacré-Coeur, onde seu pai obteve a posição de Mestre Músico. Isso deu-lhe uma educação melhor do que poderia receber de outra forma, além de uma instrução musical adicional. Seus talentos musicais eram claros para as freiras do convento, que tinham que deixá-la de fora de concursos musicais do convento, para que outras crianças pudessem ganhar. Em 24 de agosto de 1860, Albani e Adelina Patti foram solistas na estreia mundial de Cantata, do compositor Charles Wugk Sabatier, em Montreal, que foi realizada em honra à visita do Príncipe de Gales. Mas, Albani não conseguiu financiar uma educação musical em Quebec, onde cantar e representar eram consideradas carreiras não adequadas para uma mulher, e sua família se mudou para Albany, estado de Nova Iorque, em 1865. Lá, se tornou uma cantora popular, e economizou dinheiro suficiente para continuar seus estudos.

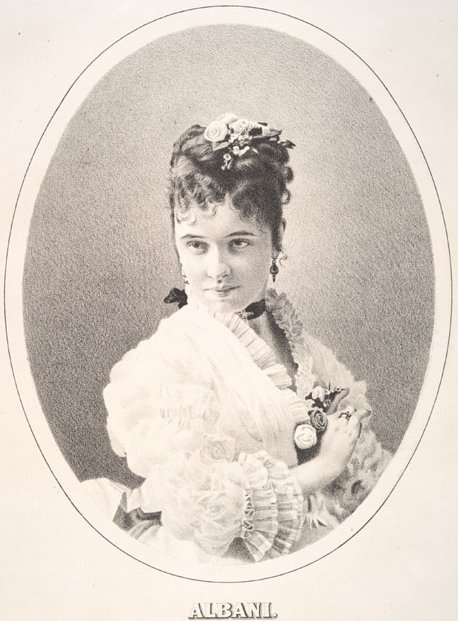
Emma Albani no traje para o papel de Violetta em La traviata

Em 1868, viajou para Paris, onde estudou com Gilbert Duprez, no Conservatório de Paris. Passou seis meses em Paris, treinando com Duprez. Viajou para a Itália, onde estudou canto em italiano com Francesco Lamperti. Sob a orientação do seu instrutor de elocução, Signor Delorenzi, mudou seu nome para outro mais simples, Emma Albani, que soou mais europeu. A proximidade do som com Albany, agradou-lhe, já que tinha sido tratada tão bem naquela cidade.

## Carreira operística

### Desenvolvimento na Itália
As economias de Albani começaram a se escassear, e apesar de sua formação ainda não estar completa, começou a procurar trabalho para ajudar nos estudos. Encontrou emprego em Messina, e sua estreia operística ocorreu em 30 de março de 1870, no papel de Amina em La sonnambula de Vincenzo Bellini. Sua estreia foi muito bem recebida. Ela se lembrou mais tarde:

Eu estava literalmente cheia de flores, presentes e poesias, os papéis picados que foram jogados, caiam em todas as direções sobre as cabeças do público; e entre os inúmeros buquês de todos os tamanhos e formatos, havia uma cesta onde estava escondida uma pomba viva. Eles a pintaram de vermelho, e a linda ave voou por todo o teatro. — Emma Albani, em sua primeira apresentação

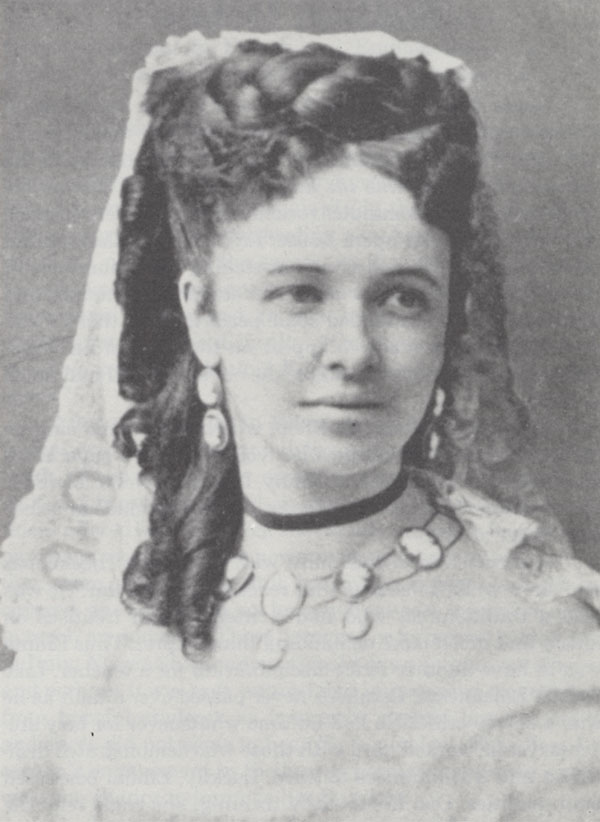
Emma Albani, em seu papel de estreia como Amina, em 1870.

Retornou a Milão depois que seu contrato expirou em Messina, para retomar os seus estudos com Lamperti. Trabalhos adicionais foram surgindo. Albani logo aceitou um papel em Rigoletto executado no teatro de Cento. Seguiram-se outros papéis em Florença e Malta, nas peças: La sonnambula, Lucia di Lammermoor, Roberto il diavolo, Il barbiere di Siviglia e L'Africaine. Depois de passar o inverno de 1870-1871 se apresentando em Malta, fez o teste para Frederick Gye, o gerente do Covent Garden, em Londres. Ele ficou impressionado com seu talento e assinou com ela um contrato de cinco anos. Albani estava programada para fazer sua estreia em Londres, na primavera de 1872. Antes de seu contrato de Londres começar, voltou para a Itália para continuar seus estudos com Lamperti. Fez uma última apresentação em Florença, dando interpretações de La sonnambula e Lucia di Lammermoor antes de retornar a Londres.

### O Covent Garden
Albani chegou a Londres na primavera, e fez sua estreia profissional em 2 de abril de 1872 como Amina em La sonnambula. Os críticos e os espectadores ficaram igualmente impressionados com o seu forte desempenho no papel, e seus admiradores agraciaram-na com presentes, flores e jóias. No Covent Garden, Albani despertou interesse por oratório, depois de lhe ser apresentado por Sir Julius Benedict e Josiah Pittman, que a incentivaram a explorá-lo. Sua primeira oportunidade de apresentar uma peça veio em outubro de 1872, quando cantou "Anjos, sempre brilhantes e justos", do oratório Theodora de Händel, no festival internacional Norfolk and Norwich. Encontrou também tempo e oportunidade para viajar até Paris, onde se apresentou no Salle Ventadour durante a pré-temporada.
Sua segunda temporada em Londres, incluiu apresentações nos papéis de Ofélia, em Hamlet, de Ambroise Thomas, e da Condessa, nas Bodas de Fígaro, de Mozart. Durante o tempo de folga, após a segunda temporada, viajou para Moscou, atuando em La sonnambula, Rigoletto, Hamlet e Lucia di Lammermoor, em seguida, foi para São Petersburgo, onde o Czar viu suas atuações. Sua recepção na Rússia foi extremamente positiva.

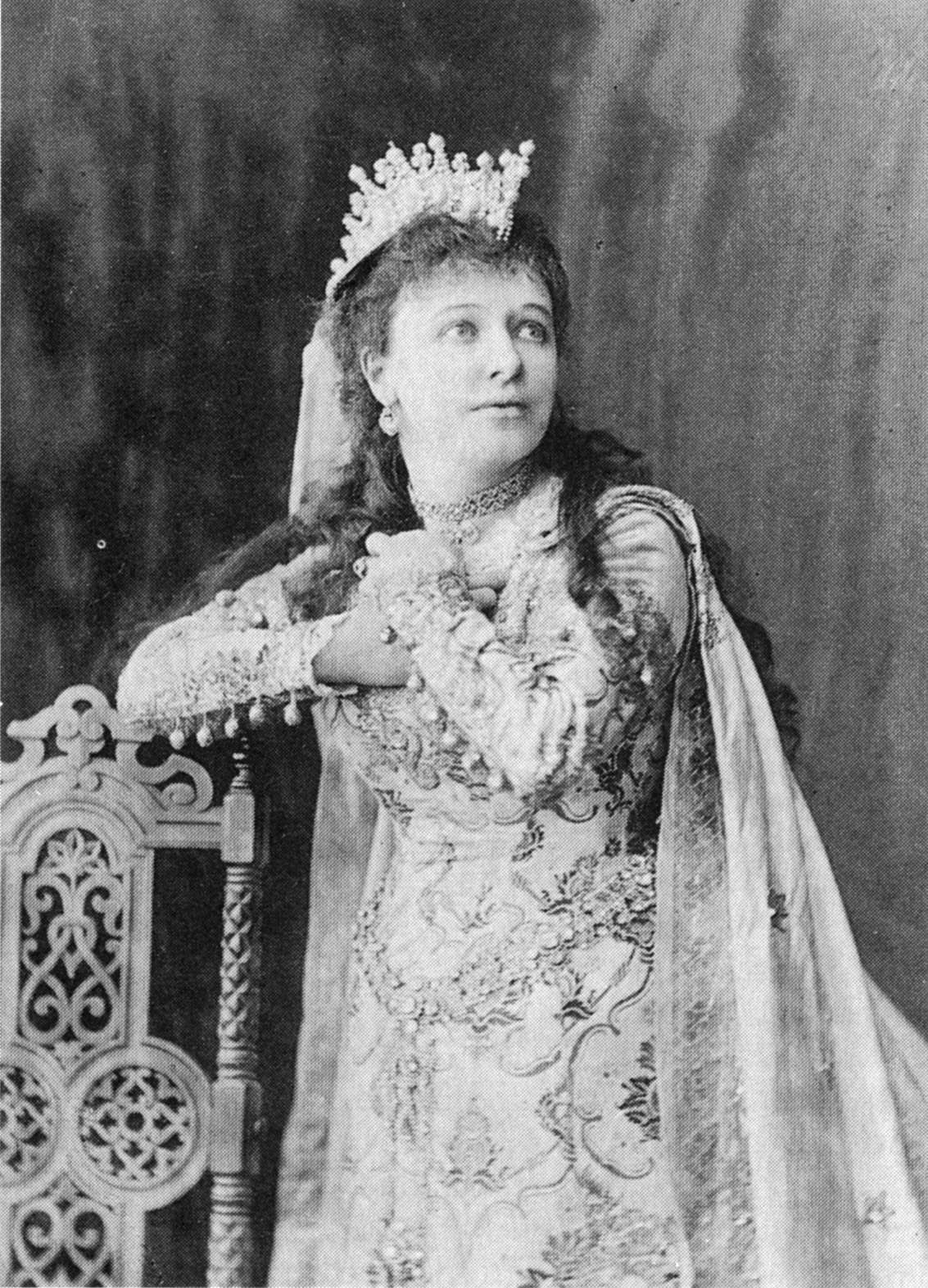
Albani como Isabel, em Tannhäuser.

Em sua terceira temporada em Londres, Albani repetiu, em sua maioria, os mesmos papéis que havia apresentado em suas duas primeiras temporadas: La sonnambula, Lucia di Lammermoor, Linda di Chamounix e Martha. A competição no mundo da ópera de Londres era muito dura, e era comum que os artistas fossem possessivos em seus papéis. Continuar a exercer as mesmas funções não era algo que satisfizesse uma cantora como Albani. Depois de sua terceira temporada, a Rainha Vitória pediu uma apresentação privada de Albani, que viajou para o Castelo de Windsor, em julho de 1874, para apresentar a ária Caro nome, do Rigoletto, a balada popular "Robin Adair", a Ave Maria, de Bach/Gounod e a canção popular Home, Sweet Home. A rainha ficou impressionada com seu desempenho e a chamaria de volta para executar outras peças, de compositores como Brahms, Grieg, Händel e Mendelssohn, bem como as tradicionais melodias francesas e escocesas. No outono de 1874, Albani realizou uma turnê pelos Estados Unidos, visitando Nova Iorque, Boston, Filadélfia, Baltimore Washington, D.C., Chicago e Albany. Em sua turnê pela América, foi acompanhada por Ernest Gye, filho de Frederick Gye. Aprendeu o papel de Elsa, em Lohengrin, de Wagner, em duas semanas, apresentando-o em Nova Iorque. A ópera foi executada em italiano, que também era o costume no Covent Garden.
Voltou para Londres para sua quarta temporada no Covent Garden em 1875. Após a temporada, se apresentou no Festival de Norwich, onde cantou na sinfonia "Hino de Louvor", de Mendelssohn, e o oratório "A Lenda de Santa Cecília", de Julius Benedict. Em sua quinta temporada em Londres (1876), interpretou o papel de Isabel na première londrina da Tannhäuser, de Wagner. Depois disso, foi para Paris e cantou no Théâtre des Italiens, onde foi bem recebida, e fez uma apresentação especial para a Patrice de Mac-Mahon, duque de Magenta.

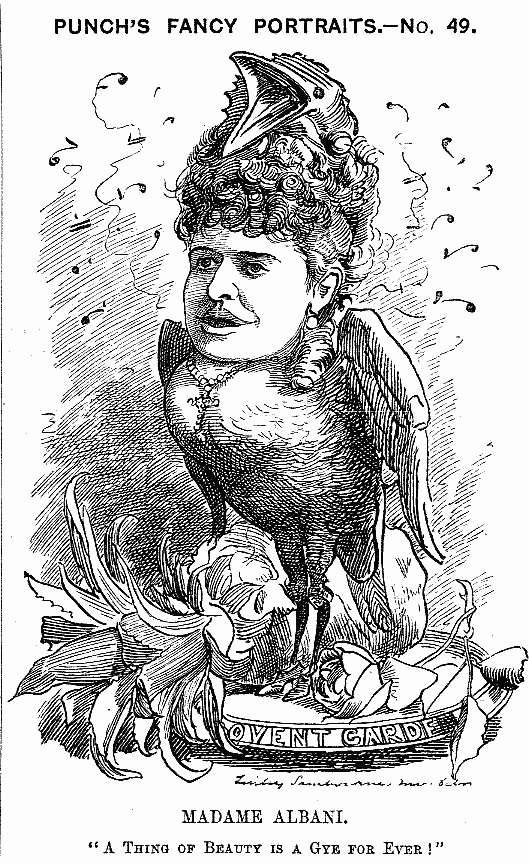
Caricatura da "Madame Albani", na revista Punch, de 17 de setembro de 1881.

Albani casou com Ernest Gye em 6 de agosto de 1878. Logo engravidou, mas continuou a viajar e a se apresentar até poucos dias antes do nascimento de seu filho Frederick Ernest Gye, em 4 de junho de 1879. Era para ser o filho único do casal. Não retornou aos palcos até a primavera de 1880, quando cantou em Le pré aux clercs, de Ferdinand Hérold, no Covent Garden.
Ao longo da década de 1880, Albani excursionou pela Europa e América do Norte, recebendo elogios por onde passou. Em 1881, Albani foi convidada para atuar em Lohengrin, que estava sendo apresentada na Ópera Estatal de Berlim. Concordou em aparecer no papel de Elsa, que já tinha cantado em italiano, e a reaprendeu agora em alemão. A performance contou com a presença do imperador alemão, o  Kaiser Guilherme I. A recepção foi muito positiva. Em 1882, o Kaiser atribuiu-lhe o título de Hofkammersängerin.
Em 1883, Albani deu três recitais em Montreal. Mais de dez mil pessoas apareceram para cumprimentá-la sobre a sua chegada, e o poeta Louis-Honoré Fréchette compôs um poema em sua homenagem, que leu em uma recepção.Sua primeira performance operística no Canadá iniciou-se em 13 de fevereiro de 1883 em Toronto, no Grand Opera House, onde cantou em Lucia di Lammermoor. Em 15 de julho de 1884, em Londres, cantou o papel de Brunehild na ópera Sigurd, de Ernest Reyer e o papel de Julieta em Romeu e Julieta, de Gounod, na mesma temporada.Retirou-se para a Escócia para passar o verão, e no outono viajou à Bélgica e aos Países Baixos. Em 1886, conheceu Franz Liszt, em Londres, que elogiou seu desempenho na sua cantata sagrada A Lenda de Santa Isabel.

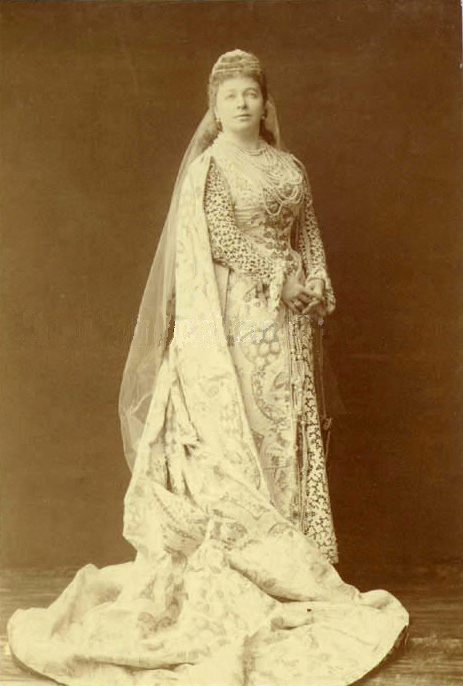
Albani como Desdêmona.

Albani fez sua estreia no Metropolitan Opera House, em Nova Iorque, em 20 de novembro de 1891, como Valentine em Les Huguenots, de Giacomo Meyerbeer. Desempenhou o papel mais oito vezes e apresentou-se num total de vinte e nove vezes nessa temporada: duas vezes como Desdêmona, na primeira apresentação da companhia do Otello, de Giuseppe Verdi, bem como uma atuação de gala do Ato IV, em 9 de dezembro (ambas com o Met na turnê em Chicago); três vezes como Gilda em Rigoletto; uma vez como Violetta no Ato I de La traviata, de Verdi (em uma dobradinha com a Cavalleria rusticana de Pietro Mascagni, em que Emma Eames cantou Santuzza); duas vezes como Elsa em Lohengrin; uma vez como Margeurite no Faust, de Gounod; quatro vezes como Donna Elvira em Don Giovanni, de Mozart; quatro vezes como Eva em Die Meistersinger von Nürnberg, de Wagner; e uma vez como Senta no Der fliegende Holländer. Todas as óperas em que apareceu foram realizadas em italiano, que não era incomum para a companhia naquele tempo. No decorrer da temporada alguns críticos comentaram sobre o desgaste que foi se tornando evidente em sua voz, mas elogiaram seu talento e experiência.
Mesmo na última temporada de Albani no Covent Garden, em 1896, ela continuou a receber críticas bastante positivas. O maior triunfo de sua carreira veio em 26 de junho de 1896, quando cantou Isolda, em Tristão e Isolda, de Wagner, com Jean de Reszke, na sua primeira interpretação de Tristão em Londres, Louise Meisslinger como Brangäne, David Bispham como Kurwenal, Edouard de Reszke como o Rei Marke, e Luigi Mancinelli conduzindo a orquestra. Houve um total de quatro espetáculos, todos esgotados, apesar da alta nos preços do ingresso normal, e a ópera sendo cantada em alemão. Em 24 de julho, cantou Valentine em Les Huguenots. Não houve nenhum anúncio oficial, e poucas pessoas se deram conta, de que esta foi a última vez que ouviram-na cantar em ópera. Sua carreira no Covent Garden já durava vinte e quatro anos.

### Pós Covent Garden

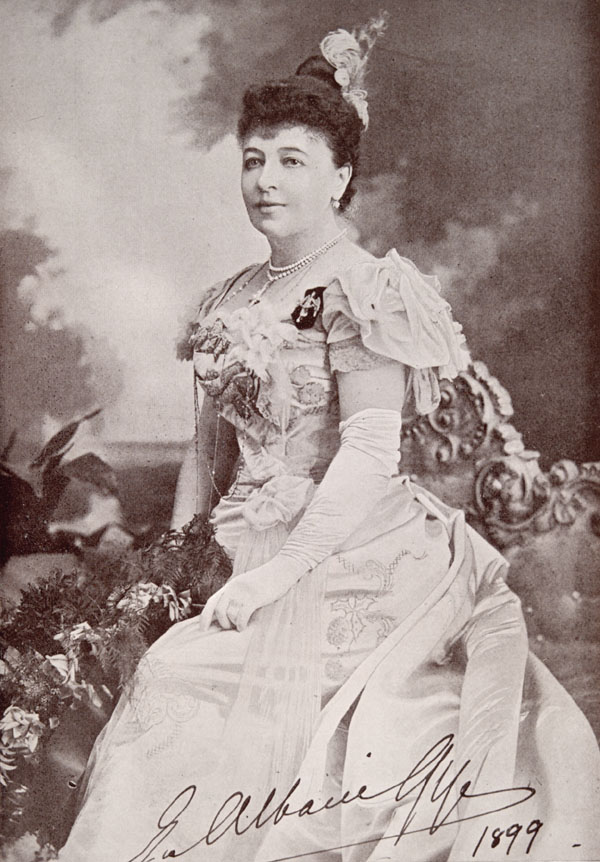
Emma Albani em 1899

Depois de se afastar do Covent Garden, em 1896, Albani partiu para uma turnê em seu Canadá natal, atuando em locais por todo o país. Em 1898, viajou para a Austrália. Cantou também oratórios na Grã-Bretanha. Com a morte da rainha Vitória, em 1901, Albani viajou para Londres e cantou o papel solo em seu serviço funerário. Na primavera de 1908, a veterana Albani excursionou pelas províncias inglesas como integrante de uma companhia, que continha dois talentos em formação: a pianista de dez anos de idade, Marie Novello, que dois anos mais tarde se tornaria uma das últimas alunas de Theodor Leschetizky, e John McCormack, que apenas alguns meses antes tinha feito a sua própria estreia no Covent Garden. Albani fez sua última apresentação pública em 14 de outubro de 1911. No mesmo ano lançou um livro, Forty Years of Song. O livro era, efetivamente, memórias, contando histórias de sua juventude, viagens e carreira, e as impressões dos colegas com quem trabalhou e os da realeza, que conheceu durante sua vida, assim como fornecer alguns conselhos úteis da arte de cantar.
Albani e o marido se retiraram para Kensington. Investimentos errados resultaram na perda de grande parte da sua riqueza, e Albani foi forçada a dar lições musicais para aumentar a renda. Seu marido morreu em 1925, agravando a situação, mas apresentações beneficentes organizadas por amigos forneceram a renda suficiente para Albani. Morreu em Londres em 3 de abril de 1930 .

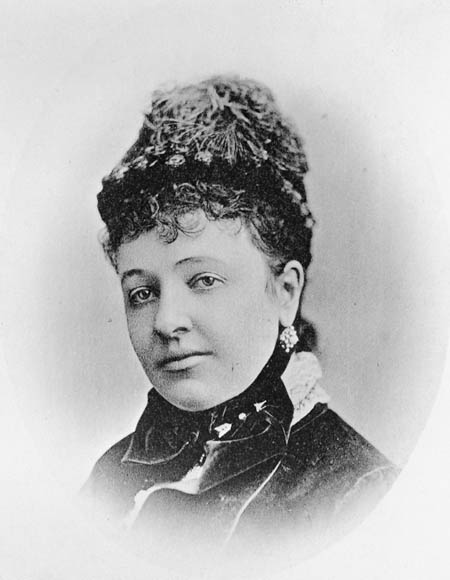
Emma Albani

## Homenagens e legado
Albani recebeu a medalha de ouro da Sociedade Filarmônica Real, em 1897, também conhecida como "Beethovan Medal".
O personagem da Madame Selitsky, a prima donna que aparece no romance Anne of Green Gables de L. M. Montgomery (1908), foi inspirado em Albani. Montgomery mais tarde escreveu um perfil da cantora para Courageous Women (1934), uma obra de não-ficção.
Em 1925, Albani recebeu o título de Dama Comendadora da Ordem do Império Britânico pelo Rei Jorge V.
A comissão canadense de monumentos históricos inaugurou uma placa em sua terra natal, em 1939, que foi substituída por uma estela em 1977.
Duas ruas de Montreal receberam o nome de Albani. A primeira foi dedicada na década de 1930, mas foi removida mais tarde quando a rodovia fundiu-se com outra rua. A segunda, Rue Albani foi assim denominada em 1969.
O Correio do Canadá encomendou um selo postal em sua homenagem por ocasião do 50º aniversário da sua morte. O selo foi desenhado pelo artista Huntley Brown e lançado em 4 de julho de 1980. Onze milhões e setecentos mil exemplares do selo foram impressos.
Ela está representada em um vitral da estação de metrô Place-des-Arts em Montreal.

## Leituras adicionais
- Emma Albani, Forty Years of Song (Londres, Mills and Boon, 1911).
- Brian Busby, Character Parts: Who's Really Who in CanLit (Toronto: Vintage Canada, 2004). ISBN 0-676-97579-8
- Cheryl MacDonald, Emma Albani: Victorian Diva (Toronto, Dundurn, 1984). ISBN 0-919670-75-X, ISBN 0-919670-74-1
- Stephen Willis, "Archives of Emma Albani at the National Library of Canada", National Library News, Vol. 25, no. 12 (dezembro de 1993).